# تشارلز دبليو. ودورث
تشارلز دبليو. ودورث (بالإنجليزية: Charles W. Woodworth)‏ هو أستاذ جامعي وعالم حيوانات وعالم حشرات أمريكي، ولد في 28 أبريل 1865 في تشامبيغن في الولايات المتحدة، وتوفي في 19 نوفمبر 1940.